# Joseph Henry Mensah
Joseph Henry Mensah est né le 31 octobre 1928 et mort le 12 juillet 2018 , était un homme politique et économiste ghanéen,,,,,,,.

## Éducation
J. H. Mensah a fréquenté l'école de cathédrale de Saint-Pierre à Kumasi entre 1934 et 1941, puis l'école d'Achimota à Accra, s'inscrivant en 1947. Il a procédé à l'Université de la Côte-d'Or (maintenant l'Université du Ghana) à Legon, où il a été dans le groupe pionnier de 1948 d'étudiants, et y a étudié jusqu'en 1954, obtenant un baccalauréat en économie. Il s'est ensuite inscrit à la London School of Economics de l'Université de Londres en Angleterre et à la Stanford University en Californie, où il a obtenu une maîtrise spécialisée en théorie économique et développement. En 1954, Mensah est devenu chercheur en économie à l'Université du Ghana (alors l'Université de la Côte-d'Or), poste qu'il occupait jusqu'en 1958.

## Carrière politique
Mensah a commencé à travailler en tant qu'inspecteur adjoint des impôts en 1953, alors que la Gold Coast était encore sous la domination coloniale. En 1958, il a rejoint le Secrétariat de l'ONU au Centre de planification du développement, des projections et des politiques de la ville de New York, aux États-Unis. Il est retourné au Ghana en 1961 en tant que chef de l'organisme de la Commission nationale de planification. La Commission nationale de planification a élaboré et mis en œuvre le Plan de développement de sept ans du Ghana (1963/64-1969–70).
En 1969, il a été élu parlementaire et est devenu premier ministre des finances et de la planification économique, puis ministre des finances du Gouvernement de Busia (en) jusqu'en 1972, lorsqu'il a été remplacé par le futur chef d'État Ignatius Kutu Acheampong après un coup d'État des forces armées ghanéennes ,,,,,,,,,.

## Élections
Mensah a représenté la circonscription de Sunyani East dans les deuxième, troisième et quatrième parlements de la République du Ghana.

### Élection de 2000
En 2000, Mensah s'est présenté aux élections générales pour le troisième parlement de la quatrième République du Ghana et a obtenu le siège de parlementaire pour Sunyani Est (circonscription parlementaire du Ghana) (en) dans la région de Brong-Ahafo. Il se trouvait à l'entrée du Nouveau Parti patriotique, successeur du Parti progressiste de la Deuxième République. Sa circonscription figurait parmi les 14 sièges parlementaires des 21 décrochés par le nouveau parti patriotique lors de cette élection à la région de Brong Ahafo. Le nouveau parti patriotique a remporté une majorité au parlement avec 100 sièges au total de 200 au troisième parlement. Mensah a été élu avec 27 756 voix sur un total de 43 128 voix. Cela représentait 65,1 % du nombre total de votes valides émis. Il a été élu par le capitaine F Adu Kwaku Nkrumah du Congrès national démocratique, Shiekh Mustapha Abdulah du Parti populaire de la Convention, Moisés Owusu-Yeboah de la Convention nationale du peuple (Ghana) (en), Boachie Saamankwa du Mouvement national ghanéen et Menboniface Menkoh. Ces candidats rivaux ont remporté 11 550, 1 269, 1 039, 592 et 427 voix, respectivement, sur le total des votes valides émis : 27,1 %, 3,0 %, 2,4 %, 1,4 % et 1,0 %, respectivement, du vote ,,,,,.
Mensah a été réélu parlementaire pour Sunyani East pour le quatrième parlement aux élections générales du Ghana en 2004. Il a obtenu 32 035 voix sur un total de 53 972 voix valides exprimées (soit 59,40 % du total des voix valides exprimées). Il a été élu par le juge Samuel Adjei du Congrès National Démocratique, Cubagee Raphael – un candidat indépendant, Rev Nana Adjei-Ntow – également un candidat indépendant, Theophilus Kwame Chartey du Parti Populaire de la Convention, Awuah Philip du Parti Vivant Démocrate de Tout Ghanéen Mensah a assuré sa réélection sur le billet du Nouveau Parti patriotique. Lors des élections de 2004, sa circonscription était l'une des 14 circonscriptions de 24 circonscriptions de la région de Brong Ahafo gagnées par le Nouveau Parti patriotique ou le NPP. Au total, le PNP a obtenu la majorité de 128 des 230 sièges parlementaires au quatrième Parlement de la Quatrième République du Ghana,,,,,,,,,,,,,,,,.

## Coup d'État après 1972
À partir de 1974, Mensah a travaillé dans le secteur privé à la fois au Ghana et à l'étranger. Il a été emprisonné par le Conseil national de rédemption (en)  de 1975 à 1978. Bien que l'activité politique lui ait été interdite en 1979, il a été actif pour le Parti populaire lors des Élections générales ghanéennes de 1979 (en). Il a également exercé les fonctions de Président du Conseil de district de Sunyani dans la région de Brong-Ahafo (1979-1981) et a été titulaire des fermes de Banka. Exilé en Angleterre à partir de 1982, il a dirigé un groupe opposé au PNDC(Parti du Front Populaire (en)). Il a également participé au Conseil consultatif africain de la Banque africaine de développement de 1993 à 1997. En décembre 1996, Mensah a été membre du nouveau parti patriotique pour occuper un siège parlementaire à Sunyani Est (circonscription parlementaire du Ghana) (en), qu'il a remporté. Il a été réélu en 2000. Avant l'élection de John Kufuor en 2001, Mensah était le leader minoritaire au Parlement de 1997 à 2001. En outre, il a exercé les fonctions de ministre et de chef des entreprises du gouvernement de 2001 à 2003; ministre de la réforme du secteur public et du programme national de rénovation institutionnelle de 2003 à 2005, ainsi que de ministre principal de 2005 à 2006, tous sous les deux Gouvernements Kufuor (en),,,,,,.

## Vie personnelle et famille
Il était le frère aîné de l'ancienne première dame Theresa Kufuor (en).

## Mort et funérailles d'État
J. H. Mensah est décédé le jeudi 12 juillet 2018 à l'Hôpital militaire 37 (en) d’Accra après une maladie prolongée, ayant subi un AVC un an plus tôt. Le Gouvernement ghanéen (en) lui a accordé des funérailles d’État le vendredi 17 août 2018 au Centre international de conférences d'Accra (en) et l’a enterré dans le nouveau cimetière militaire(Liste des cimetières d'Accra (en)) du Camp de Birmanie (en),,,,,,,,,,,,,,,,,,.